# Justizvollzugsanstalt Konstanz

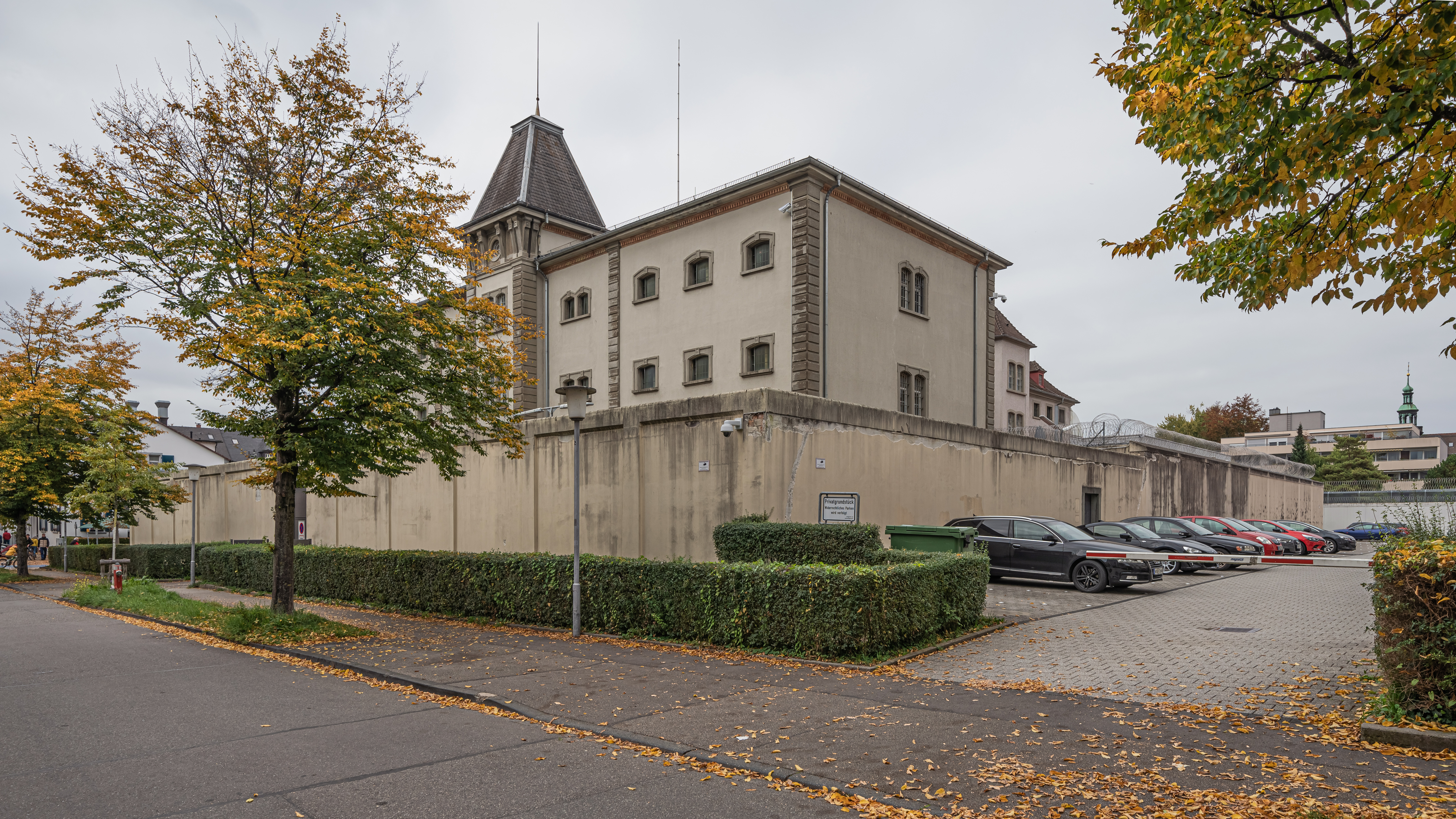
Außenansicht von Süden

Die Justizvollzugsanstalt Konstanz ist eine Justizvollzugsanstalt des Landes Baden-Württemberg. Sie befindet sich im Stadtteil Paradies in Konstanz.
In Konstanz sind nur Männer untergebracht, die Strafen bis zu 15 Monaten verbüßen. Daneben gibt es Untersuchungshäftlinge und aus zivilrechtlichen Gründen Inhaftierte. Die Anstalt hat 60 Planstellen für hauptamtliche Mitarbeiter, davon 50 im allgemeinen Vollzugsdienst. Zusätzlich engagieren sich ehrenamtliche Mitarbeiter.
Das Hauptgebäude wurde 1873–1875 errichtet. Es wurde von 1914 bis 1917 erweitert.

## Außenstelle Singen
Die Außenstelle Singen wurde in den Jahren 1939–1942 errichtet. Seit 1970 sind hier etwa 40 männliche Häftlinge untergebracht, die eine Freiheitsstrafe von mehr als 15 Monaten zu verbüßen haben und älter als 62 Jahre sind. Sie finden eine an ihr Alter angepasste Haftmöglichkeit vor. „Im Hinblick darauf und die daraus resultierenden besonderen Bedürfnisse werden den Gefangenen weit reichende Bewegungsmöglichkeiten innerhalb der Anstalt eingeräumt, so dass sie den Vollzugsalltag weitgehend selbstständig gestalten können.“ Ein alleinstehendes, auf ältere Gefangene spezialisiertes Gefängnis ist in Deutschland einmalig. In anderen Justizvollzugsanstalten in Deutschland existieren höchstens einzelne Abteilungen für ältere Gefangene, zum Beispiel in Detmold (Nordrhein-Westfalen), Schwalmstadt (Hessen) oder Waldheim (Sachsen).

## Kapazität und Unterbringung

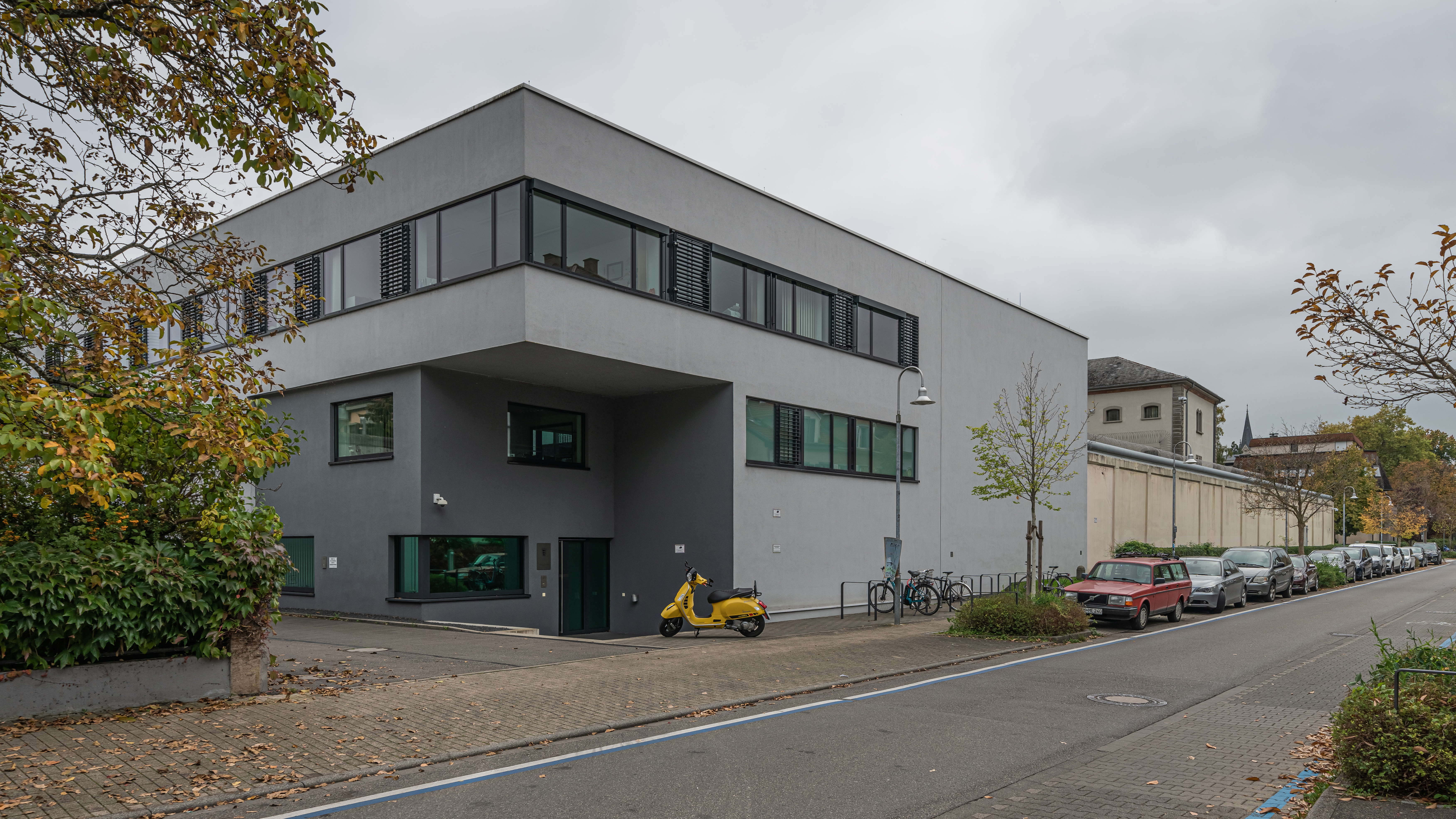
Verwaltungs-Anbau in Konstanz

Die Gesamtanstalt beherbergte 2007 im Durchschnitt 140 Gefangene. Einzelzellen sind die Regel, jedoch findet abends der sogenannte „Abteilungsaufschluss“ statt: Die Zellen werden geöffnet und die Gefangenen können sich innerhalb ihrer Abteilung frei bewegen. Dabei ist auch der Kontakt untereinander möglich. Die Außenstelle Singen hat eine Kapazität von ca. 40 Gefangenen.
Es stehen ehrenamtliche Betreuer zur Verfügung. Es besteht eine „Anonyme-Alkoholiker-Gruppe“. Für die beiden großen christlichen Konfessionen werden Gottesdienste angeboten. Ein Imam kümmert sich um muslimische Häftlinge. Es werden unter anderem Koch- und Malkurse, Spielgruppen und sportliche Aktivitäten angeboten. Während der relativ kurzen Haftdauer in der Hauptanstalt kann eine Berufsausbildung nicht absolviert werden. Die Häftlinge werden aber zur Arbeit (ca. sieben Stunden täglich) herangezogen.